# Gimme5
Gimme5 (tudi Gimme 5) je bila v devetdesetih letih vodilna slovenska pop-dance skupina.
Glavna vokalistka skupine je bila Deja Mušič, sodelovali pa so še Roman Jug, DJ Bucy (Aleš Dolinar, klaviature) in dr. Grabnar (Boštjan Grabnar). Skupina je nastala leta 1996, ko sta Dolinar in Grabnar zapustila takrat najuspešnejšo slovensko dance skupino 4FUN in k sodelovanju povabila Mušičevo in Juga. Boštjan Grabnar je prispeval večino skladb. Na nastanek slovenske dance scene je vplivala velika popularnost tovrstne hrvaške glasbe.
Njihova prva pesem je bila Ritem mladosti. V skladbah Atlantida in Tih deževen dan se je videl vpliv mednarodno uspešnega dream-house remiksa instrumentalne skladbe Children italijanskega DJ-ja Roberta Milesa, ki je sprožil plaz evropskih posnemovalcev iz tehno-pop žanra. Dolinar je za svoj vzor navedel tudi hrvaško skupino E.T. in DJ Boba.
Njihov debitantski album Omnia Mea Mecum Porto se je leta 1997 potegoval za zlatega petelina v kategoriji najboljši pop album. Leta 1998 so prejeli tri nominacije za to nagrado.
Po letu 1998, ko je Mušičeva začela delati pri oddaji Lepota telesa na Kanalu A, so poskušali s pevko Natašo, vendar so odnehali.

## Kasnejša leta
Grabnar je bil edini, ki je ostal v glasbi (Yuhubanda, Agropop, sodelovanje z Mariem Galuničem). Aleš Dolinar dela kot nadzornik postprodukcije na TV Slo. Roman Jug je bil med drugim napovedovalec na Radiu Hit. Leta 2018 je umrl po težkem boju z rakom.
Mušičeva je nastop ob 20. obletnici skupine zavrnila. Leta 2019 je skupina s pevko Floro Emo Lotrič nastopila na dogodku DeeJay Time.

## Diskografija

### Singli
- Pravljica
- Atlantida (1996)
- Ritem mladosti (1996)
- Do You Wanna Funk (1996)
- Tih deževen dan s Coletom Morettijem (1996, priredba istoimenske skladbe 1X Banda iz leta 1993)
- Mesto rož (1996)
- Dobro jutro (1996)
- Brez tebe (1997)
- Sledi sivih cest (1997)
- Ti (1997)
- Mata Hari (1997)
- Poletje v avtu (1998)
- Stik (2001)

### Albumi
- 1996 Omnia Mea Mecum Porto, ZKP RTVS COBISS